# Штірліц
Макс Отто фон Шті́рліц (нім. Max Otto von Stierlitz; він же Максим Максимович Ісаєв, справжнє ім'я Всеволод Володимирович Владіміров) — літературний персонаж, герой багатьох творів російського радянського письменника Юліана Семенова, штандартенфюрер СС, радянський розвідник-нелегал, що працював в інтересах СРСР у нацистській Німеччині та деяких інших країнах. Всесоюзну славу о́бразу Штірліца приніс багатосерійний телефільм Тетяни Ліознової «Сімнадцять миттєвостей весни» за однойменним романом, де його роль зіграв В'ячеслав Тихонов. Цей персонаж став найзнаменитішим образом розвідника в радянській і пострадянській культурі.

## Біографія
Усупереч поширеній думці, справжнє ім'я Штірліца — не Максим Максимович Ісаєв, як це можна припустити з «Сімнадцяти миттєвостей весни», а Всеволод Володимирович Владіміров. Прізвище Ісаєв представлене Юліаном Семеновим як оперативний псевдонім Всеволода Володимировича Владімірова вже в першому романі про нього — «Діаманти для диктатури пролетаріату».
Максим Максимович Ісаєв — Штірліц — Всеволод Володимирович Владіміров — народився 8 жовтня 1900 року («Експансія — II») в Забайкаллі, де його батьки перебували в політичному засланні. Якщо вірити самому Штірліцу, то певний час у дитинстві він провів в околицях старовинного російського містечка Гороховець. Треба відзначити, що Юліан Семенов не говорить про те, що його герой народився тут: «Штірліц зрозумів, що його тягнуло саме до цього озера, тому, що виріс він на Волзі, біля Гороховця, де були точно такі ж жовто-блакитні сосни». Сам Гороховець стоїть на річці Клязьма і до Волги від нього далеко. Але Ісаєв міг провести дитинство «на Волзі поблизу Гороховця», оскільки Гороховецький повіт, що існував у той час, був учетверо більшим за нинішній Гороховецький район і доходив у північній частині до Волги.
Батьки:
- Батько — росіянин, Володимир Олександрович Владіміров, «професор права Петербурзького університету, звільнений за вільнодумство і близькість до кіл соціал-демократії». Залучений до революційного руху Георгієм Плехановим.
- Мати — українка, Олеся Остапівна Прокопчук, померла від сухот, коли синові було п'ять років.

Батьки познайомилися й одружилися на засланні. Після закінчення заслання батько і син повернулися до Петербурга, а потім певний час провели в еміграції, у Швейцарії, в містах Цюриху і Берні. Тут у Всеволода Володимировича проявилася любов до літературної праці. У Берні він підпрацьовував у газеті. На Батьківщину батько та син повернулися в 1917 році.
Відомо, що 1911 року шляхи Владімірова-старшого і більшовиків розійшлися. Уже після революції, в 1921-му — в той час, як його син перебував у Естонії — Володимир Владіміров був направлений у службове відрядження до Східного Сибіру і там трагічно загинув від рук білогвардійців.
Родичі з боку матері:
- Дід — Остап Микитович Прокопчук, український революційний демократ, також був у забайкальському засланні зі своїми дітьми Олесею і Тарасом. Після заслання повернувся в Україну, а звідти — до Кракова. Загинув у 1915 році.
- Дядько — Тарас Остапович Прокопчук. У Кракові одружився з Вандою Крушанською. У 1918 розстріляний.
- Двоюрідна сестра — Ганна Тарасівна Прокопчук. Двоє дітей. Професійна діяльність: архітектор. У 1941 році вся її сім'я загинула в нацистських концтаборах («Третя карта»). Померла в концтаборі Освенцим.

У 1920 році Всеволод Владіміров працює під ім'ям ротмістра Максима Максимовича Ісаєва в прес-службі колчаківського уряду.
У травні 1921 банди барона Унгерна, захопивши владу в Монголії, намагалися вдарити по Радянській Росії. Всеволод Владіміров під виглядом білогвардійського ротмістра пробрався до штабу Унгерна і передав своєму командуванню військово-стратегічні плани противника.
У 1921 він уже в Москві, «працює у Дзержинського» помічником начальника іноземного відділу ВЧК Гліба Бокія. Звідси Всеволода Владімірова направляють в Естонію («Діаманти для диктатури пролетаріату»).
У 1922 молодий чекіст-підпільник Всеволод Володимирович Владіміров за дорученням керівництва евакуюється з білими військами з Владивостоку до Японії, і звідти переїжджає в Харбін («Пароль не потрібен», «Ніжність»). Протягом наступних 30 років він постійно знаходиться на закордонній роботі.
Тим часом на Батьківщині у нього залишається єдина на все життя любов і син, що народився в 1923 році. Сина звали Олександр (оперативний псевдонім у розвідці РСЧА — Коля Грішанчіков), його мати — Олександра Миколаївна («Майор Вихор»), або Олександра Романівна («Пароль не потрібен») Гавриліна. Про сина Штірліц уперше дізнається 1941-го року від працівника радянського торгпредства в Токіо, куди він виїжджає для зустрічі з Ріхардом Зорґе. Восени 1944 року штандартенфюрер СС фон Штірліц випадково зустрічає свого сина в Кракові — він перебуває тут у складі розвідувально-диверсійної групи («Майор Вихор»).
Від 1924 до 1927 року Всеволод Владіміров живе у Шанхаї.
У зв'язку з посиленням націонал-соціалістичної німецької робітничої партії і загостренням небезпеки приходу Адольфа Гітлера до влади в Німеччині, в 1927 році було вирішено направити Максима Максимовича Ісаєва з Далекого Сходу в Європу. Для цього була створена легенда про Макса Отто фон Штірліца, пограбованого в Шанхаї німецького аристократа, що шукає захисту в німецькому консульстві в Сіднеї. В Австралії Штірліц деякий час пропрацював у готелі у німецького господаря, пов'язаного з НСДАП, після чого був переведений до Нью-Йорку.

З партійної характеристики члена НСДАП з 1933 року фон Штірліца, штандартенфюрера СС (VI відділ РСХА): «Справжній арієць. Характер — нордичний, витриманий. З товаришами по роботі підтримує гарні стосунки. Бездоганно виконує службовий обов'язок. Нещадний до ворогів Рейху. Відмінний спортсмен: чемпіон Берліна з тенісу. Неодружений; у зв'язках, що ганьблять його, помічений не був. Відзначений нагородами фюрера та подяками рейхсфюрера СС…»
Оригінальний текст (рос.)
«Истинный ариец. Характер — нордический, выдержанный. С товарищами по работе поддерживает хорошие отношения. Безукоризненно выполняет служебный долг. Беспощаден к врагам Рейха. Отличный спортсмен: чемпион Берлина по теннису. Холост; в связях, порочащих его, замечен не был. Отмечен наградами фюрера и благодарностями рейхсфюрера СС…»

У роки Другої світової війни Штірліц був співробітником VI відділу РСХА, яким завідував бригадефюрер СС Вальтер Шелленберг. В оперативній роботі в РСХА використовував псевдоніми «Бруно» і «Бользен». У 1938 році працював в Іспанії («Іспанський варіант»), у березні—квітні 1941-го — у складі групи Едмунда Веєзенмайера в Югославії («Альтернатива»), а в червні — у Польщі і на окупованій території України, де спілкувався з Теодором Оберлендером, Степаном Бандерою і Андрієм Мельником («Третя карта»).
У 1943 році побував під Смоленськом, де продемонстрував вражаючу мужність під радянськими обстрілами.
Наприкінці війни Йосип Сталін доручив Штірліцу відповідальне завдання: зірвати сепаратні переговори німців із Заходом. Починаючи з літа 1943 року рейхсфюрер СС Генріх Гіммлер через своїх довірених осіб почав здійснювати контакти з представниками західних спецслужб з метою укладення сепаратного миру. Завдяки мужності та інтелекту Штірліца ці переговори були зірвані («Сімнадцять миттєвостей весни»). З-поміж американців, що вели закулісні переговори з лідерами Третього рейху, Юліан Семенов указує на Аллена Даллеса, який очолював американську штаб-квартиру в Берні, столиці Швейцарії.
Начальником IV відділу РСХА був группенфюрер СС Генріх Мюллер, який викрив Штірліца у квітні 1945 року, проте збіг обставин і хаос, що творився при штурмі Берліна, зірвали плани Мюллера з використання Штірліца у грі проти командування Червоної Армії («Наказано вижити»).
Улюблений напій Штірліца — вірменський коньяк, улюблені сигарети — «Каро». Він кермує машину марки Horch. На відміну від Джеймса Бонда, до жінок Штірліц ставиться холоднокровно (що, втім, не виключає короткочасних постільних епізодів, як у романі «Наказано вижити»). На заклики повій він звичайно відповідає: «Ні, краще каву». Мовна характеристика, що повторюється з твору в твір: фрази часто закінчує питанням «Ні?» або «Чи не так?».
Перед закінченням війни Штірліцу було присвоєно звання Героя Радянського Союзу. Після закінчення Другої світової війни Штірліц у несвідомому стані, поранений радянським солдатом, вивозиться німцями в Іспанію, звідки потрапляє до Південної Америки. Там він виявляє законспіровану мережу нацистів, які втекли з Німеччини.
Під час і після Другої світової війни працював під кількома псевдонімами: Бользен, Брунн та інші. Як ім'я зазвичай використовував варіації імені «Максим»: Макс, Массімо («Експансія»).
В Аргентині та Бразилії Штірліц працює разом з американцем Полом Роуменом. Тут вони виявляють конспіративну нацистську організацію «ODESSA», якою керує Мюллер, а потім виявляють агентурну мережу і захоплюють Мюллера. Розуміючи, що після промови Вінстона Черчілля у Фултоні і влаштованого Гувером «полювання на відьом» Мюллер може уникнути покарання за свої злочини, вони вирішують видати його радянському уряду. Штірліц відправляється в радянське посольство, де повідомляє, хто він такий, а також інформацію про місцезнаходження Мюллера. Співробітники МДБ здійснюють арешт Штірліца і на теплоході переправляють у СРСР. Ісаєв потрапляє до в'язниці («Відчай»). Там він зустрічається з Раулем Валленбергом і веде власну гру. Тим часом його сина і дружину розстрілюють за розпорядженням Сталіна. Після смерті Берії Штірліц виходить на свободу.
Через місяць після нагородження «Золотою Зіркою» він починає працювати в Інституті Історії з теми «Націонал-соціалізм, неофашизм; модифікації тоталітаризму». Ознайомившись із текстом дисертації, секретар ЦК Михайло Суслов порекомендував надати товаришу Владімірову вчений ступінь доктора наук без захисту, а рукопис вилучити, передавши до спецхрану…
Ще одного разу він зустрінеться зі своїми старими знайомими по РСХА, колишніми нацистами, в Західному Берліні в 1967 році («Бомба для головуючого», 1970). Цього разу літньому, але ще міцному Ісаєву вдалося запобігти викраденню ядерних технологій приватною корпорацією і зіткнутися з радикальною сектою з Південно-Східної Азії…
Крім звання Героя Радянського Союзу, присвоєного в 1945, станом на 1940 був нагороджений ще двома орденами Леніна і орденом Червоного Прапора («Майор Вихор»). Також мав нагороди Франції, Польщі, Югославії та Норвегії («Бомба для головуючого»).

## Твори Ю. Семенова, в яких діє Штірліц
| Назва твору (укр.)                  | Назва твору (рос.)                    | Роки дії  | Роки написання |
| ----------------------------------- | ------------------------------------- | --------- | -------------- |
| Діаманти для диктатури пролетаріату | Бриллианты для диктатуры пролетариата | 1921      | 1970           |
| Пароль не потрібен                  | Пароль не нужен                       | 1921—1922 | 1963           |
| Ніжність                            | Нежность                              | 1927      | 1972           |
| Іспанський варіант                  | Испанский вариант                     | 1938      | 1973           |
| Альтернатива                        | Альтернатива                          | 1941      | 1973           |
| Третя карта                         | Третья карта                          | 1941      | 1974           |
| Майор «Вихор»                       | Майор «Вихрь»                         | 1944—1945 | 1964—1965      |
| Сімнадцять миттєвостей весни        | Семнадцать мгновений весны            | 1945      | 1968           |
| Наказано вижити                     | Приказано выжить                      | 1945      | 1982           |
| Експансія — 1                       | Экспансия - 1                         | 1946      | 1984           |
| Експансія — 2                       | Экспансия - 2                         | 1946—1947 | 1985           |
| Експансія — 3                       | Экспансия - 3                         | 1947      | 1986           |
| Відчай                              | Отчаяние                              | 1947—1953 | 1988           |
| Бомба для головуючого               | Бомба для председателя                | 1967      | 1970           |

## Анекдоти
Штірліц є персонажем одного з найбільших циклів радянських анекдотів, зазвичай вони пародіюють голос оповідача, що постійно коментує думки Штірліца або події фільму. У серіалі «Сімнадцять миттєвостей весни» це був голос актора ВДТ Юхима Копеляна. На цьому ґрунті Юхима Захаровича поза очі називали Юхимом Закадровичем.
Виробилася традиція, що гумор багатьох анекдотів про Штірліца заснований на використанні каламбурів — одних слів (або їх словоформ або словосполучень) у значенні інших, що звучать так само (або їх словоформ, словосполучень).

## Штірліц у культурі
Літературний персонаж Штірліц щільно увійшов у різні культурні сфери життя: він стає героєм літературних сиквелів та збірників анекдотів, епізоди з оригінальних творів знаходять своє відображення в творах інших авторів. Штірліц — герой естрадних пісень, естрадних пародій.
Штірліц також присутній у музиці, кінематографі, комп'ютерних іграх.
Існує соціонічний тип «Штірліц» — логіко-сенсорний екстраверт.

## Пам'ятник Штірліцу
У Росії тричі намагалися поставити пам'ятник улюбленому кіногерою, але зробили це тільки на початку 2018 року в м. Владивосток. 

## Прототипи
Семенов в одному з інтерв'ю журналу «Дон» зізнався, що створюючи Штірліца, відштовхнувся від одного з найперших радянських розвідників, якого Дзержинський, Постишев і Блюхер заслали в окупований японцями Владивосток. Але увібрав він і переплавив у собі найкращі риси і пізніших прославлених радянських розвідників, таких як Кузнецов, Зорге, Абель та інші. Як це охарактеризував сам Семенов:
|                 | Якщо письменник добре пізнав їх усіх і через них глибоко і повно відчув свого героя - всім своїм єством увірував в нього! - то він, герой, хоча й вигаданий, збірний, ввібравши живу душу і кров автора, теж стає живим, конкретним, індивідуальним.Оригінальний текст (рос.) Если писатель хорошо узнал их всех и через них глубоко и полно прочувствовал своего героя — всем своим существом уверовал в него! — то, он, герой, хотя и вымышленный, собирательный, впитав живую душу и кровь автора, тоже становится живым, конкретным, индивидуальным. |
| — Юліан Семенов | |

Нижче наведені інші можливі прототипи, які тією чи іншою мірою вплинули на створення Штірліца:
- Можливий прототип раннього Ісаєва — Яків Григорович Блюмкін (справжнє ім'я — Симха-Янкев Гершевіч Блюмкін; псевдоніми: Ісаєв, Макс, Владіміров; дата народження невідома (близько 1900), точна дата смерті невідома (1929, Москва)) — російський революціонер, чекіст, радянський розвідник, терорист і державний діяч. Один із творців радянських розвідувальних служб. У жовтні 1921 року Блюмкін під псевдонімом Ісаєв (узятий їм по імені діда) їде в Ревель (Таллінн) під виглядом ювеліра і, виступаючи як провокатор, виявляє закордонні зв'язки працівників Гохрану. Саме цей епізод у діяльності Блюмкіна був покладений Юліаном Семеновим в основу сюжету книги «Діаманти для диктатури пролетаріату».
- Ще один можливий прототип Штірліца — Віллі Леман[ru], гауптштурмфюрер СС, співробітник IV відділу РСХА (гестапо)[10]. Німець, пристрасний гравець на перегонах, був завербований 1936-го радянською розвідкою, співробітник якої позичив йому грошей після програшу, а потім запропонував постачати секретні відомості за хорошу плату (за іншою версією, Віллі Леман самостійно вийшов на радянську розвідку, керуючись ідейними міркуваннями). Носив оперативний псевдонім «Брайтенбах». В РСХА займався протидією радянському промисловому шпигунству.
Віллі Леман провалився у 1942 році, за обставин, близьких до описаних Семеновим: його радист Барт, антифашист, під час хірургічної операції, під наркозом, почав говорити про шифри і зв'язки з Москвою, і лікарі просигналізували в гестапо. У грудні 1942 Віллі Леман був заарештований і через кілька місяців розстріляний. Факт зради офіцера СД був прихований — навіть дружині Лемана повідомили, що її чоловік загинув, потрапивши під поїзд. Історія Віллі Лемана розказана в мемуарах Вальтера Шелленберга, з яких її, очевидно, і запозичив Юліан Семенов.
- Імовірним прототипом Штірліца міг бути брат Сергія Михалкова — Михайло Михалков. Юліан Семенов був одружений з Катериною — дочкою Наталії Петрівни Кончаловської від першого шлюбу. Ось факти біографії Михайла Михалкова: на початку Німецько-радянської війни служив в особливому відділі Південно-Західного фронту. У вересні 1941 потрапив у полон, втік і надалі продовжував службу в тилу ворога як агент-нелегал, постачаючи розвідоргани Червоної Армії важливими оперативними відомостями. В 1945 році під час бою в німецькій формі перейшов лінію фронту і був затриманий органами військової контррозвідки «СМЕРШ». За звинуваченням у співпраці з німецькою розвідкою відбув п'ять років ув'язнення, спочатку в Лефортівській в'язниці, пізніше в одному з таборів на Далекому Сході. В 1956 році реабілітований. Можливо (і найімовірніше), Юліан Семенов почерпнув частину історії Штірліца з сімейних розповідей Михайла Михалкова[11][12].

## Екранізації
| Рік  | Країна | Назва                                 | Режисер                                 | Штірліц              | Примітка |
| ---- | ------ | ------------------------------------- | --------------------------------------- | -------------------- | --- |
| 1967 | СРСР   | «Пароль не потрібен»                  | Борис Григор'єв                         | Родіон Нахапетов     | Перше кіновтілення, екранізація однойменного роману                                                                                                   |
| 1968 | СРСР   | «Вихід»                               | Анатолій Бобровський, Жамьянгійн Бунтар | Володимир Заманський | Сценарій створений спільно з Базарином Шірендибом за мотивами пригод розвідника Максима Максимовича Ісаєва. Персонаж, однак, носить прізвище Прохоров |
| 1973 | СРСР   | «Сімнадцять миттєвостей весни»        | Тетяна Ліознова                         | В'ячеслав Тихонов    | Головне «кінообличчя» Штірліца, екранізація однойменного роману Зовнішнє зображення: Семенов і Тихонов працюють над образом Штірліца                  |
| 1975 | СРСР   | «Діаманти для диктатури пролетаріату» | Григорій Кроманов                       | Володимир Івашов     | Екранізація однойменного роману |
| 1976 | СРСР   | «Життя і смерть Фердинанда Люса»      | Анатолій Бобровський                    | Всеволод Сафонов     | Екранізація роману «Бомба для головуючого» |
| 1980 | СРСР   | «Іспанський варіант»                  | Ерік Лацис                              | Улдіс Думпіс         | Екранізація однойменного роману. Головний герой у фільмі — Вальтер Шульц                                                                              |
| 2001 | Росія  | «Вісімнадцята мить весни»             | Василь Антонов, Олександр Толоконников  | Василь Антонов       | Вільний (комедійний) рімейк серіалу «Сімнадцять миттєвостей весни»                                                                                    |
| 2008 | Росія  | «Гітлер капут!»                       | Марюс Вайсберг                          | Павло Дерев'янко     | Російський комедійний фільм |
| 2009 | Росія  | «Ісаєв»                               | Сергій Урсуляк                          | Данило Страхов       | телеекранізації романів «Діаманти для диктатури пролетаріату», «Пароль не потрібен» і оповідання «Ніжність»                                           |